# Frank-Ivo Van Damme
Pour les articles homonymes, voir Van Damme.
Frank-Ivo Van Damme, né le 2 septembre 1932 à Merksem (province d'Anvers), est un graphiste, xylographe, illustrateur, dessinateur d'ex-libris et auteur de bande dessinée belge néerlandophone. Également connu sous le pseudonyme Frank-Ivo.

## Biographie

### Jeunesse et formation
Frank-Ivo Van Damme naît le 2 septembre 1932 à Anvers,. Van Damme étudie à l'Académie royale des beaux-arts d'Anvers et à l'Institut supérieur des beaux-arts d'Anvers (NHISKA) sous la direction de Gustaaf De Bruyne, René De Coninck (nl), Jos Hendrickx (nl), Mark Severin et Frank Mortelmans (nl),,. Il fut lauréat dudit en 1962 et de la Société Plantin d'Anvers [« Plantin Hoger Instituut voor Typografie » ] en 1971. Van Damme fut le fondateur et l'éditeur du magazine pour jeunes Pijpkruid de 1948 à 1958.

### Auteur de bande dessinée
Van Damme est également dessinateur de bande dessinée ; il dessine sa première bande dessinée en 1953 pour le magazine étudiant Deze tijd à Louvain. Ses véritables débuts ont eu lieu en 1962 avec le dessin de la série De Plastieken Uil dans MK - Het Weekblad. Il s'inspire de sa personne pour dessiner le personnage principal Bart. Pour le même hebdomadaire, il dessine également De Mississippi Kever et Voorbarig Vonnis, une bande dessinée historique sur la course automobile Paris-Madrid de 1903. Enfin, la maison d'édition Brain Factory International publie une série de quatre volumes de bandes dessinées où des auteurs franco-belges ont mis en image plusieurs chansons du chanteur Jacques Brel en 1987-1988. Le premier volume, « Le Plat Pays » (1987), comporte une contribution de Van Damme où il adapte en bande dessinée la chanson L'Ostendaise,.

### Illustrateur
Il réalise de nombreux dessins à la plume et au crayon pour des magazines, des dossiers et des livres,.
Van Damme est le fondateur de la Vrije Vesper Tekenschool Merksem qui est devenue l'Académie communale des arts plastiques (district de Merksem, Anvers), dont il est devenu directeur honoraire en 1992.
Van Damme acquiert une notoriété mondiale pour ses arts graphiques, mais surtout pour ses plus de 800 ex-libris en gravure sur bois ou sur cuivre. Beaucoup de ses gravures ont une touche érotique. Son intérêt pour la littérature mondiale se retrouve dans ses œuvres, tout comme pour la mythologie grecque et romaine. Van Damme recherche un équilibre entre son travail et les textes qui l’accompagnent et qui le soutiennent.

### Autres activités
Il a conçu, entre autres, des décors et des costumes pour le Reizend Volkstheater (nl) et s'est également occupé de plusieurs cortèges, dont le cortège historique de Herentals.

### Vie privée
Il réside à Ekeren. Il est marié à l'artiste Joke van den Brandt (nl). Le couple a cinq enfants et quinze petits-enfants.

## Analyse
De la presse : « Ce graphiste sait comment capturer l'exubérance d'une joie de vivre sensuelle dans un équilibre de blanc et de noir dans une sculpture sur bois ouverte et audacieuse ». 

## Œuvre

### Publications

#### Illustration
- (nl) Paul Liekens (ill. Frank-Ivo Van Damme), De piramide : energiebron van deze tijd[10], Deventer, Ankh-Hermes, 1980, 94 p. (ISBN 978-90-202-0623-4)

#### Collectifs
- 1. Le Plat Pays[11], Brain Factory, septembre 1987
Scénario : collectif - Dessin : collectif dont Frank-Ivo Van Damme - Couleurs : quadrichromie -  (ISBN 1870858026),Contribution : L’Ostendaise[2] (4 planches).
- INT1. La B.D. chante Brel - Le Plat Pays + Les Prénoms[12], Brain Factory, septembre 1988
Scénario : collectif - Dessin : collectif dont Frank-Ivo Van Damme - Couleurs : quadrichromie -  (ISBN 1-87085-805-0),Contribution : L’Ostendaise[2] (4 planches).

### Expositions personnelles
- Hommage à Frank-Ivo Van Damme, Centre d'art Hof De Bist, Ekeren du 21 avril au 20 mai 2012[8].

### En collections publiques
- Ex-libris pour Mariette et Jos Aernout[13], musée de la ville de Saint-Nicolas, signé Frankivo.

## Distinctions et récompenses
Il se voit décerner plusieurs prix :
- 1957 : 1er et 2e prix Baron de Brouwer pour la gravure en relief[8],[4] ;
- 1963 : 1er prix national Baron de Brouwer[8] ;
- 1971 : lauréat de la société Plantijn[8] ;
- 2010 : prix Nestor avec Joke van den Brandt pour leur contribution à la culture flamande[8],[14],[15].